# マダラヤンマ
マダラヤンマ（Aeshna mixta）はトンボ目ヤンマ科ルリボシヤンマ属の種である。

## 特徴
体長は63～74mm程度でヤンマ科の中では小型の種である。外見はオオルリボシヤンマを小さくしたようなトンボで水生植物の繁栄した池を好む。メスは緑色とオス同様青色の2つのタイプが出るが割合は同じくらい。
北海道から北陸地方にかけて分布するが関東地方ではまれで、特にメスは関東でいちばん採集難易度が高いトンボと言われている。
幼虫はヤンマ科の中では珍しく卵で越冬し春に幼虫となりその年に羽化する。体系は細長く頭が小さくマルタンヤンマに似ているが本種はツヤがある。幼虫期間約3～5か月。

## 保存
日本の環境省レッドリスト2020では準絶滅危惧（NT）に指定されている。東京においては1930年代以前に文京区で確認されたのが最後の確実な記録となっており、絶滅が判断されている。長野県小諸市では、トンボ研究者の曽根原今人によるトンボ生息地保護の提唱を機に1978年（昭和53年）1月に開催された「マダラヤンマを保護しよう」の会議を経て、1983年（昭和58年）9月10日に市の天然記念物に指定された。その他、上田市でも市天然記念物に指定されているのに加え、栃木県真岡市でも2003年（平成15年）に市の天然記念物に指定された。